# Dolly (cinema)
Dolly é um carrinho de rodas ou dispositivo similar usado na produção cinematográfica e televisiva com objetivo de criar movimentos suaves e horizontais com a câmera, a qual é montada na ferramenta e o operador de câmera e o primeiro assistente (foquista) normalmente ficam em cima da dolly para poderem operá-la. O maquinista é o técnico responsável por empurrar manualmente o carrinho para frente e para trás.